# Simulation de phénomènes
Pour les articles homonymes, voir Simulation.
 (mai 2017).
 (février 2021).
La simulation de phénomènes est un outil utilisé dans le domaine de la recherche et du développement. Elle permet d'étudier les réactions d'un système à différentes contraintes pour en déduire les résultats recherchés en se passant d'expérimentation.

## Intérêts
Les systèmes technologiques (infrastructures, véhicules, réseaux de communication, de transport ou d'énergie) sont soumis à différentes contraintes et actions. Le moyen le plus simple d'étudier leurs réactions serait d'expérimenter, c'est-à-dire d'exercer l'action souhaitée sur l'élément en cause pour observer ou mesurer le résultat. Cela est réalisé, par exemple, lors des essais de choc.
Dans certains cas, l'expérience est irréalisable en raison des coûts associés ou pour des raisons éthiques. On recourt alors à la simulation.

Imitation par ordinateur d'une vague circulaire (avec le logiciel Blender).

### Domaines d'utilisation
Le phénomène réel à étudier peut appartenir à de nombreuses branches telles que :
- la physique (mécanique, optique, thermodynamique, électronique, etc.) :
  - mouvement d'une masse suspendue à un ressort et soumise à une impulsion,
  - mouvement de la caisse d'une voiture en déplacement le long d'une route ;
- l'économie : 
  - étudier le revenu d'une taxe dont on fait varier le taux ;
- la biologie :
  - calculer la diffusion d'un médicament dans le sang en fonction du temps,
  - étudier l'évolution d'une épidémie dans une population compte tenu du taux de vaccination et du temps ;
- le raisonnement :
  - joueur artificiel de jeu d'échecs,
  - aide à la décision dans un engagement militaire (jeu de guerre) ;
- la géologie :
  - étudier comment la lave s'écoule à partir d'un volcan.

## Utilisation
Les simulations sont utilisées par les professionnels (chercheurs, ingénieurs, économistes, médecins, etc.) dans toutes les phases de recherche, d'étude d'un phénomène ou pour concevoir et améliorer des systèmes.
Les simulateurs hybrides analogiques-numériques « avec homme dans la boucle (en) », sont de plus en plus utilisés pour l'enseignement ou l'entraînement. Leur coût relativement élevé les a d'abord réservés aux professions les plus en pointe ou à risque (pilotage d'un aéronef, commande d'une centrale nucléaire, engagement armé, etc.). La diminution du prix des systèmes vidéo a fait apparaître des applications à la conduite des camions, voire des automobiles.
Enfin, de nombreux jeux vidéo recourent aux mêmes techniques, qui permettent au joueur de se trouver soit dans une situation excitante ou dangereuse (pilote de chasse…) soit dans une situation fantasmagorique.

### Grandeur nature
Dans tous les cas ci-dessous, la réponse pourrait être obtenue en tentant l'expérience :
- l'ingénieur peut construire de nouveaux amortisseurs, les intégrer sur le véhicule, le faire rouler en disposant dans l'habitacle des capteurs de mouvement (accéléromètres) qui lui feront connaître les forces subies par le conducteur et les passagers ;
- le ministre peut décréter l'augmentation ou la baisse de la TVA sur un produit et relever, en fin d'année, les résultats sur les versements des commerçants ;
- le médecin peut pratiquer la vaccination de la population et mesurer les effets au cours des années ;
- le militaire peut engager des forces contre l'ennemi et mesurer les résultats.

Mais toutes ces expériences ont un ou plusieurs inconvénients :
- elles peuvent être coûteuses : la construction d'une nouvelle voiture est relativement chère ;
- elles peuvent être longues : mesurer l'effet d'une vaccination prend des années ;
- elles peuvent être contraires à l'éthique : on n'essaye pas un nouveau vaccin sur une population sans un minimum de garanties sur les résultats, on ne fait pas exploser une bombe sur une population pour en mesurer les effets, on n'effectue pas un essai d'accident sur un véhicule avec des passagers humains à bord ;
- elles peuvent être  politiquement inacceptables : on ne peut pas augmenter ni diminuer un impôt sans en prévoir les conséquences auparavant ;
- elles peuvent être difficiles, voire impossibles à mettre en œuvre : le matériel n'existe pas ou la population de référence n'existe pas ;
- les résultats ne peuvent pas être mesurés avec certitude : l'expérience ne peut pas être réalisée plusieurs fois dans des conditions identiques.

### Sur modèle
L'expérience posant divers problèmes de réalisation, on a depuis longtemps fait appel à de très nombreux moyens et outils pour essayer de prévoir les résultats :
- les prototypes et les maquettes : on construit un exemplaire, éventuellement à échelle réduite, du matériel et l'on effectue sur lui les essais. La simulation est très proche de l'expérience et l'on a donc une partie des inconvénients (coûts, durée) ;
- le remplacement de l'humain par un animal (ou expérimentation animale) : il s'agit alors de trouver des populations animales dont les comportements sont proches de l'homme vis-à-vis d'un phénomène donné. De nombreux groupes de pression luttent contre cette pratique ;
- la représentation du phénomène par des modèles mathématiques : les études de physique et de chimie y recourent abondamment. Seuls les phénomènes les plus simples se prêtent aux simulations exactes, ou formelles, les autres étant approchées par calcul numérique ;
- les manœuvres : les militaires font s'affronter deux troupes opposées sur un vrai terrain avec de vrais appareils, mais sans utiliser de munitions réelles. Des arbitres décident des dégâts infligés.

Tous ces outils sont des simulations. Elles sont plus ou moins proches de l'expérience et plus ou moins faciles à mettre en œuvre.
À la fin du xxe siècle, l'essor de l'ordinateur a permis celui de la simulation numérique. Le principe de base est celui de la représentation du phénomène par une équation. L'ordinateur permet toutefois de s'affranchir de la limitation principale : la représentation des phénomènes les plus simples. Grâce à une puissance de calcul toujours croissante et à l'augmentation du volume de données stockables, il est possible de découper un phénomène complexe en milliers, voire en millions de phénomènes simples, et donc de calculer les résultats sur le phénomène complexe.
Par exemple, on sait, en aérodynamique, représenter par une équation les forces (portance, traînée) qui résultent de l'action d'un courant d'air sur une plaque plane. On ne sait pas représenter par une équation ces mêmes forces lorsque l'action est exercée sur une surface complexe telle que l'aile d'un avion. La simulation numérique découpe l'aile en millions de petits éléments que l'on considère comme étant des plaques planes. On peut alors calculer les forces qui s'exercent sur chacune d'entre elles et les combiner pour calculer les forces sur l'aile complète.

## Avantages et limites
L'ordinateur permet aujourd'hui de simuler des phénomènes ou systèmes très complexes tels qu'un incendie ou un avion complet. Cependant, sa puissance reste encore insuffisante pour représenter l'ensemble des phénomènes météorologiques : la simulation de l'évolution du temps reste encore très difficile au-delà de quelques heures.
La simulation permet d'effectuer des recherches sur un système isolé, en faisant varier les paramètres un à un et en recommençant avec les mêmes conditions initiales.
L'expérimentation, sauf pour les phénomènes simples, ne permet pas toujours d'isoler le système à étudier de son environnement ; la maîtrise des conditions initiales peut être complexe et l'expérience peut détruire le système étudié ou le modifier suffisamment pour empêcher de recommencer.
La simulation est souvent moins chère que l'expérimentation et comporte beaucoup moins de risques lorsque l'homme fait partie du système étudié. Les résultats peuvent être obtenus beaucoup plus rapidement.
La simulation (surtout numérique) repose sur une connaissance des phénomènes qui ne peut être obtenue que par l'expérimentation. Une simulation ne peut donc être réalisée que si l'on dispose d'un acquis de connaissances suffisant obtenu par des expérimentations sur des phénomènes antérieurs et analogues. Quelle que soit la qualité de la simulation, elle ne remplace pas totalement l'expérimentation.
Certaines simulations ont un coût très élevé (même s'il reste faible devant celui de l'expérimentation). Cela explique que les utilisateurs de la simulation, en particulier lorsqu'elle utilise des moyens de calcul exceptionnels, soient les industries à forte valeur ajoutée (aéronautique et espace, nucléaire) ou à risque élevé (militaire).

## Types de simulations: numérique, analogique et hybride
On distingue deux types de simulations : la simulation numérique, lorsque l'outil de simulation utilise un ordinateur, et la simulation analogique lorsque ce dernier utilise de l'électronique analogique.
On appelle modèle un élément, analogique ou numérique, dont le comportement vis-à-vis d'un phénomène est similaire à celui de l'élément à étudier. Les sorties sont les éléments que l'on veut étudier. Les entrées, paramètres et contraintes sont les éléments dont la variation influe sur le comportement du modèle ; on appelle entrée ceux qui sont commandés par l'expérimentateur, paramètres ceux que l'opérateur choisit de fixer et contraintes ceux qui dépendent d'éléments extérieurs. On appelle simulation l'ensemble constitué par un modèle, les ordres d'entrée, les paramètres et contraintes, et les résultats obtenus.
Comme indiqué plus haut, les maquettes, prototypes, etc. peuvent être considérés comme des modèles analogiques et les essais, tests, manœuvres, etc. comme des simulations analogiques.
Les équations sont des simulations numériques. Aujourd'hui, ce terme s'applique essentiellement aux modèles et simulations réalisés sur ordinateur.
Dans certains cas on peut réaliser des simulations hybrides, analogiques - numériques, qui intègrent divers éléments dont certains seulement sont représentés par des équations.
Lorsque le calculateur est suffisamment rapide pour fournir un résultat à la même vitesse, voire plus rapidement, que le phénomène réel on parle de simulation en temps réel :
- on peut alors réaliser des simulations analogiques - numériques où l'un des éléments analogiques est l'homme : il s'agit de simulation avec l'homme dans la boucle. Un simulateur de pilotage en est un bon exemple : le pilote (analogique) est assis dans une cabine de pilotage quasi-réelle (analogique) et pilote son avion. Les ordres qu'il donne sont lus par un ordinateur qui calcule les mouvements de l'avion (numérique). Ces mouvements sont restitués (analogique) sur la cabine et sur les écrans, ce qui permet au pilote de sentir et de voir les effets des ordres qu'il a donnés ;
- de même, dans ce cas, la boucle de simulation peut comporter des éléments réels comme des équipements et sous-systèmes à tester. On parle alors de matériel dans la boucle ou "Hardware in the loop" (HiL). Un cas exemplaire est le test de sous-système ABS réel intégré dans un simulateur de conduite ou géré par un logiciel de type SimulationX.

Le jeu de simulation est une application récente du même principe. La différence entre le jeu et le simulateur d'étude réside soit dans :
- le coût des éléments analogiques : un simulateur de pilotage pour jouer remplace la cabine réelle par un clavier d'ordinateur et n'utilise qu'un seul écran pour montrer les instruments et le paysage. Par contre, au moins dans le cas d'un avion de tourisme, les équations de vol sont les mêmes que celles du simulateur d'étude qui est utilisé par l'ingénieur ;
- l'introduction de paramètres fantastiques : le simulateur pour jouer introduit des phénomènes qui n'existent pas dans la réalité telles que pouvoirs surnaturels, armes nouvelles, etc.